# Artàxies II d'Ibèria
Artàxies II o Àrsaces II (georgià: არშაკ) a vegades també Arsuk (არსუკ) fou rei d'Ibèria, de la dinastia nebròtida vers el 23 al 2 aC o del 20 a l'1 aC segons Tumanof.
Va succeir al seu pare Mirian II a la mort d'aquest. Per la seva mare, era membre de la dinastia artàxida o arxacúnida. Va haver de fer front a l'atac del príncep Adreki, fill pòstum de Kartam (príncep de la Còlquida adoptat per la dinastia Arxacúnida) que finalment va aconseguir la victòria.